# Complexo eólico Rio do Vento
Complexo eólico Rio do Vento é um conjunto de parques eólicos em construção localizado no Rio Grande do Norte e operado pela Casa dos Ventos. A primeira fase da obra do complexo, orçada em 590 milhões de dólares, teve início em janeiro de 2020 e entrará em operação com uma capacidade instalada de 504 MW ainda no segundo semestre de 2021. A próxima fase do projeto terá uma capacidade instalada de 534 MW e estará pronta a partir de 2023.
Rio do Vento terá um total de 240 aerogeradores (120 em cada fase do projeto) e 1038 MW de capacidade instalada, espalhando-se por 14 000 hectares em quatro municípios potiguares: Caiçara do Rio do Vento, Ruy Barbosa, Riachuelo e Bento Fernandes. Teria capacidade de alimentar cerca de 2 milhões de residências brasileiras quando pronto, mas a energia da primeira parte do complexo já foi previamente comercializada para grandes clientes, como a Anglo American.